# Moorden in uitgeverij Zirve
De moorden in uitgeverij Zirve vonden plaats op 18 april 2007 in Malatya in Turkije. Drie werknemers van de christelijke uitgeverij Zirve werden gemarteld en gedood door vijf militante moslims.

## Gebeurtenis
De vijf daders vielen in de ochtend van 18 april het kantoor van de protestantse uitgeverij Zirve binnen. Op het kantoor waren op dat moment drie mannen werkzaam. Necati Aydın (36) en Uğur Yüksel (32) hadden zich eerder bekeerd tot het christendom. Tilman Geske was een Duits staatsburger die al een aantal jaren in Turkije woonde. De drie werden overmeesterd en vastgebonden op stoelen. De overvallers wilden dat zij hun geloof zouden afzweren. De drie christenen weigerden dat en werden vervolgens meerdere malen met een mes gestoken.
Gökhan Talas, werkgever van de drie, arriveerde vroeg in de middag bij zijn kantoor. De deur was van binnenuit op slot gedaan, iets wat vrij ongebruikelijk was. Talas belde Yüksel. Deze zat binnen aan een stoel vastgebonden. Hij antwoordde echter dat zij een bijeenkomst hadden in een hotel. Op de achtergrond hoorde Talas iemand snikken en hij besloot de politie te bellen. Deze arriveerde snel en viel het kantoor binnen. Op dat moment werden Geske en Aydın gedood. Yüksel werd nog levend afgevoerd naar het ziekenhuis, maar overleed kort daarna. 
Bij de politie-inval werden de vijf daders aangehouden. Yunus Emre Günaydın trachtte te ontkomen door uit het raam te springen, maar raakte daarbij ernstig gewond. Kort daarna werden ook vijf handlangers gearresteerd die ondersteuning hadden gegeven, bijvoorbeeld door een vluchtauto te huren. Alle daders waren tussen de 19 en 20 jaar. Günaydın en verschillende anderen kenden hun slachtoffers omdat ze eerder hun kerkdiensten hadden bezocht alsmede de boekhandel zelf, waar ze zich als geïnteresseerden in het christelijk geloof hadden voorgedaan.

## Rechtsvervolging
De moordzaak werd vervolgd in een langslepend proces. Daarbij werden de advocaten van de slachtoffers regelmatig geïntimideerd. Zij probeerden aan te tonen dat de verdachten banden hadden met de islamitische en nationalistische beweging Ergenekon. Deze beweging zou een coup tegen de regering voorbereiden. Zij zou deze in het buitenland in diskrediet willen brengen doordat eruit zou blijken dat deze niet in staat was om minderheden te beschermen. Ergenekon zou eerder ook betrokken zijn geweest bij de moord op een rooms-katholieke priester en een christelijke journalist.
In maart 2011 werden er twintig mensen opgepakt op verdenking van betrokkenheid bij de moord. Onder de gearresteerden zijn een vooraanstaand moslimtheoloog en een voormalige commandant van de militaire politie. Op 28 september 2016 werden de vijf daders allen tot een levenslange gevangenisstraf veroordeeld. Twee militairen kregen respectievelijk 13 jaar en 9 maanden en 14 jaar en 10 maanden cel. Zestien anderen werden vrijgesproken.